# Cluny (Saona i Loira)
|  | Aquest article tracta sobre la ciutat francesa. Vegeu-ne altres significats a «Cluny». |

Cluny és una ciutat francesa del departament de Saona i Loira, a la regió de Borgonya - Franc Comtat. Pertany al districte de Mâcon i es troba a mig camí entre Dijon i Lió. Ocupa 23,71 quilòmetres quadrats i, el 2007, tenia 4.585 habitants.
En aquesta ciutat es troba l'abadia des d'on es va difondre tot un moviment de reforma de la vida monacal, que va cristal·litzar en l'orde monàstic que rep el nom de la ciutat.

## Demografia

### Població
El 2007 la població de fet de Cluny era de 4.585 persones. Hi havia 1.992 famílies, de les quals 883 eren unipersonals (393 homes vivint sols i 490 dones vivint soles), 537 parelles sense fills, 424 parelles amb fills i 148 famílies monoparentals amb fills.
La població ha evolucionat segons el següent gràfic:
Habitants censats

### Habitatges
El 2007 hi havia 2.370 habitatges, 2.062 eren l'habitatge principal de la família, 168 eren segones residències i 140 estaven desocupats. 1.251 eren cases i 1.073 eren apartaments. Dels 2.062 habitatges principals, 934 estaven ocupats pels seus propietaris, 1.069 estaven llogats i ocupats pels llogaters i 58 estaven cedits a títol gratuït; 181 tenien una cambra, 246 en tenien dues, 404 en tenien tres, 516 en tenien quatre i 715 en tenien cinc o més. 1.034 habitatges disposaven pel capbaix d'una plaça de pàrquing. A 1.013 habitatges hi havia un automòbil i a 610 n'hi havia dos o més.

### Piràmide de població
La piràmide de població per edats i sexe el 2009 era:
| Homes | Edats   | Dones |
| ----- | ------- | ----- |
| 16    | 95 o +  | 16    |
| 12    | 90 a 94 | 44    |
| 40    | 85 a 89 | 84    |
| 36    | 80 a 84 | 112   |
| 80    | 75 a 79 | 132   |
| 92    | 70 a 74 | 108   |
| 128   | 65 a 69 | 116   |
| 84    | 60 a 64 | 100   |
| 84    | 55 a 59 | 100   |
| 184   | 50 a 54 | 164   |
| 148   | 45 a 49 | 144   |
| 136   | 40 a 44 | 136   |
| 100   | 35 a 39 | 120   |
| 112   | 30 a 34 | 124   |
| 144   | 25 a 29 | 136   |
| 292   | 20 a 24 | 140   |
| 136   | 15 a 19 | 156   |
| 100   | 10 a 14 | 132   |
| 88    | 5 a 9   | 108   |
| 80    | 0 a 4   | 92    |

## Economia
El 2007 la població en edat de treballar era de 2.925 persones, 1.826 eren actives i 1.099 eren inactives. De les 1.826 persones actives 1.671 estaven ocupades (844 homes i 827 dones) i 156 estaven aturades (64 homes i 92 dones). De les 1.099 persones inactives 266 estaven jubilades, 633 estaven estudiant i 200 estaven classificades com a «altres inactius».

### Ingressos
El 2009 a Cluny hi havia 1.909 unitats fiscals que integraven 4.047 persones, la mediana anual d'ingressos fiscals per persona era de 18.275 €.

### Activitats econòmiques
Dels 365 establiments que hi havia el 2007, 9 eren d'empreses extractives, 9 d'empreses alimentàries, 15 d'empreses de fabricació d'altres productes industrials, 32 d'empreses de construcció, 95 d'empreses de comerç i reparació d'automòbils, 7 d'empreses de transport, 32 d'empreses d'hostatgeria i restauració, 6 d'empreses d'informació i comunicació, 17 d'empreses financeres, 20 d'empreses immobiliàries, 50 d'empreses de serveis, 43 d'entitats de l'administració pública i 30 d'empreses classificades com a «altres activitats de serveis».
Dels 97 establiments de servei als particulars que hi havia el 2009, 1 era una oficina d'administració d'Hisenda pública, 1 gendarmeria, 1 oficina de correu, 7 oficines bancàries, 1 funerària, 6 tallers de reparació d'automòbils i de material agrícola, 1 taller d'inspecció tècnica de vehicles, 3 autoescoles, 3 paletes, 4 guixaires pintors, 9 fusteries, 6 lampisteries, 3 electricistes, 10 perruqueries, 3 veterinaris, 1 agència de treball temporal, 20 restaurants, 10 agències immobiliàries, 4 tintoreries i 3 salons de bellesa.
Dels 49 establiments comercials que hi havia el 2009, 3 eren supermercats, 1 un supermercat, 1 una botiga de més de 120 m², 9 fleques, 3 carnisseries, 5 llibreries, 9 botigues de roba, 3 botigues d'equipament de la llar, 1 una botiga d'equipament de la llar, 4 botigues d'electrodomèstics, 2 botigues de mobles, 2 botigues de material esportiu, 3 drogueries, 1 una perfumeria i 2 floristeries.
L'any 2000 a Cluny hi havia 28 explotacions agrícoles que ocupaven un total de 770 hectàrees.

## Equipaments sanitaris i escolars
El 2009 hi havia 1 hospital de tractaments de curta durada, 1 hospital de tractaments de mitja durada (seguiment i rehabilitació, 3 farmàcies i 2 ambulàncies.
El 2009 hi havia 3 escoles elementals. A Cluny hi havia 1 col·legi d'educació secundària i 1 liceu d'ensenyament general. Als col·legis d'educació secundària hi havia 529 alumnes i als liceus d'ensenyament general 438.
```
Disposava d'una escola d'enginyers.
```

## Poblacions més properes
El següent diagrama mostra les poblacions més properes.